# Snail Mail
Snail Mail — американський інді-рок сольний проєкт гітаристки та співачки Ліндсі Джордан (народилася 16 червня 1999 року). Родом з Еллікотт-Сіті, штат Меріленд, Джордан вперше виступила як Snail Mail у 2015 році у віці 15 років і привернула увагу своїм EP Habit у 2016 році. Після підписання контракту з Matador Records, Snail Mail випустила дебютний студійний альбом Lush (2018), у 2021 році — другий альбом Valentine.

## Ранні роки
Ліндсі Ерін Джордан виросла в Еллікотт-Сіті, штат Меріленд, передмісті Балтімора. Її мати — власниця магазину жіночої білизни, а батько працює у видавництві підручників. Джордан отримала римо-католицьке виховання. Вона почала грати на гітарі у віці 5 років і була захоплена панк-сценою в підлітковому віці. У віці 8 років Джордан побачила Paramore наживо у турі Riot!. Вона назвала цей досвід «великим моментом», який надихнув її на створення власного гурту. Вона грала на гітарі в церковному оркестрі та джаз-бенді в школі. Писала власні пісні приблизно з 12 років і почала замовляти власні сети в ресторанах і кав'ярнях. У 2018 році Джордан була прийнята до коледжу Святого Джозефа в Брукліні, але вирішила зосередитися на своїй кар'єрі.

## Кар'єра
Джордан випустила самостійно записаний сольний EP Sticki у 2015 році зі своїм новим гуртом під назвою Snail Mail. До неї приєдналися Райан Вієйра, який грав на бас-гітарі, і Шон Дарем на барабанах. У жовтні 2015 року Snail Mail виступила зі першим живим шоу на фестивалі Unregistered Nurse у Балтіморі разом із Sheer Mag, Screaming Females та Priests. Сет привернув увагу Priests, які згодом завербували Джордан на свій лейбл Sister Polygon Records. Після завершення одного короткого туру у липні 2016 року, Snail Mail випустила перший повний EP Habit через Sister Polygon, спродюсований GL Jaguar і Coup Sauvage з Priests та Джейсоном Соважом з Snips. EP із шістьма треками отримав значне висвітлення в інді-пресі. Pitchfork включили головний трек EP «Thinning» у серію «Найкращий новий трек».
Snail Mail за підтримки басиста Алекса Басса та барабанщика Рея Брауна багато гастролював по Північній Америці у 2017 році, підтримуючи Priests, Girlpool, Waxahatchee та Beach Fossils. У вересні 2017 року Джордан підписала контракт з Matador Records і виступила зі своїм першим Tiny Desk Concert для NPR Music. Перший хедлайнер-тур Snail Mail розпочався у січні 2018 року. Дебютний повноформатний альбом Snail Mail Lush вийшов 8 червня 2018 року, отримавши в цілому позитивні відгуки музичних критиків. У 2019 році вона гастролювала з Новою Зеландією, Австралією, Канадою та США, граючи з такими артистами, як Мак Демарко та Thundercat. У червні 2019 року Snail Mail випустили нову версію своєї пісні «Pristine» для нової гри EA The Sims 4: Island Living. Того ж місяця Matador Records перевидала Habit в цифровому форматі з кавер-версією «The 2nd Most Beautiful Girl in the World» гурту Кортні Лав, яку очолює американський музикант Луіс Маффео.
Snail Mail випустила другий альбом Valentine 5 листопада 2021 року. Альбом отримав широке визнання критиків і з'явився в кількох списках на кінець 2021 року.

## Учасники

#### Поточні учасники
Ліндсі Джордан — вокал, гітара
Алекс Басс — бас
Рей Браун — ударні
Медлін МакКормак — гітара, клавішні
Бенджамін Кауніц — гітара, бек-вокал

#### Попередні учасники
Райан Вієйра — бас
Шон Дарем — ударні
Даніель Бутко — гітара
Келтон Янг — гітара
Ян Ейланбеков — гітара

## Дискографія

### Студійні альбоми
- Lush (2018)
- Valentine (2021)

### EP
- Sticki (2015)
- Habit (2016)
- Snail Mail on Audiotree Live (2017)